# Pierre Garneau
Pour les articles homonymes, voir Garneau.
Pierre Garneau, né le 8 mai 1823 à Cap-Santé et mort le 23 juin 1905 à Québec, est un homme politique québécois.

## Biographie
Père de Édouard Burroughs Garneau, conseiller législatif et de Sir Georges Garneau, maire de Québec.